# تز، آنتی تز، سنتز

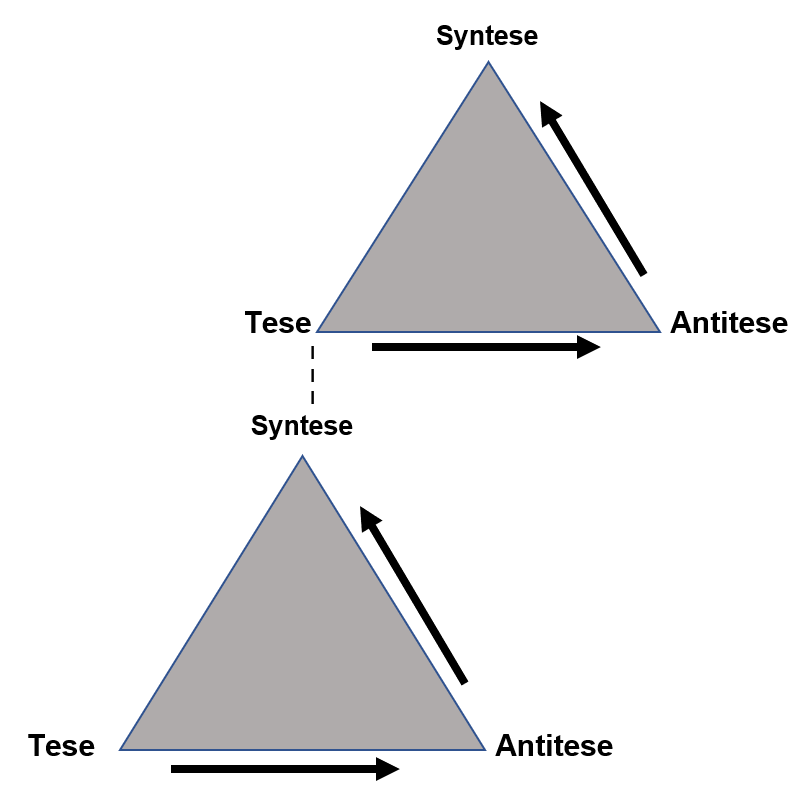
شرح تصویری روابط بین تز، آنتی‌تز و سنتر

سه تایی تز، آنتی تز، سنتز ((فرانسوی); در اصل: تز ، آنتی تز، سنتز) اغلب برای توصیف ایده فیلسوف آلمانی گئورگ ویلهلم فریدریش هگل به کار می‌رود. هگل هرگز خود از این اصطلاحات استفاده نکرد بلکه اولین بار توسط یوهان فیشته استفاده شد.

رابطه بین سه واژه انتزاعی در این سه‌گانه که به آن روش دیالکتیکی نیز گفته می‌شود، در دانشنامه علوم و ادیان به شرح زیر است:
(1) یک گزاره آغازین معین، تز نام دارد (2) نفی آن گزاره، آنتی تز نام دارد (3) سنتز هنگامی شکل می‌گیرد که وجه جمع مشخصی برای دو ایده متضاد پیشین ارائه می‌شود و ایده جدیدی را شکل می‌دهد که به آن سنتز گفته می‌شود.